# Neco Williams
Neco Shay Williams, född 13 april 2001 i Wrexham, Wales, är en walesisk fotbollsspelare som spelar för Nottingham Forest i Premier League. Han spelar även för Wales landslag.

## Klubbkarriär
Den 10 juli 2022 värvades Williams av nyuppflyttade Premier League-klubben Nottingham Forest, där han skrev på ett fyraårskontrakt.

## Landslagskarriär
Williams debuterade för Wales landslag den 3 september 2020 i en 1–0-vinst över Finland.